# Bombardements de Varsovie pendant la Seconde Guerre mondiale
Théâtre polonais de la Seconde Guerre mondiale
Les bombardements de Varsovie pendant la Seconde Guerre mondiale sont les raids aériens menés par la Luftwaffe allemande contre Varsovie pendant le siège de la ville, lors de l'invasion de la Pologne en 1939. Cela comprend aussi des raids de bombardement allemands lors de l'insurrection de Varsovie en 1944. Au cours de la guerre, environ 85 % de la ville a été détruite en raison des bombardements de masse, des tirs d'artillerie lourds et d'une campagne de démolition planifiée.

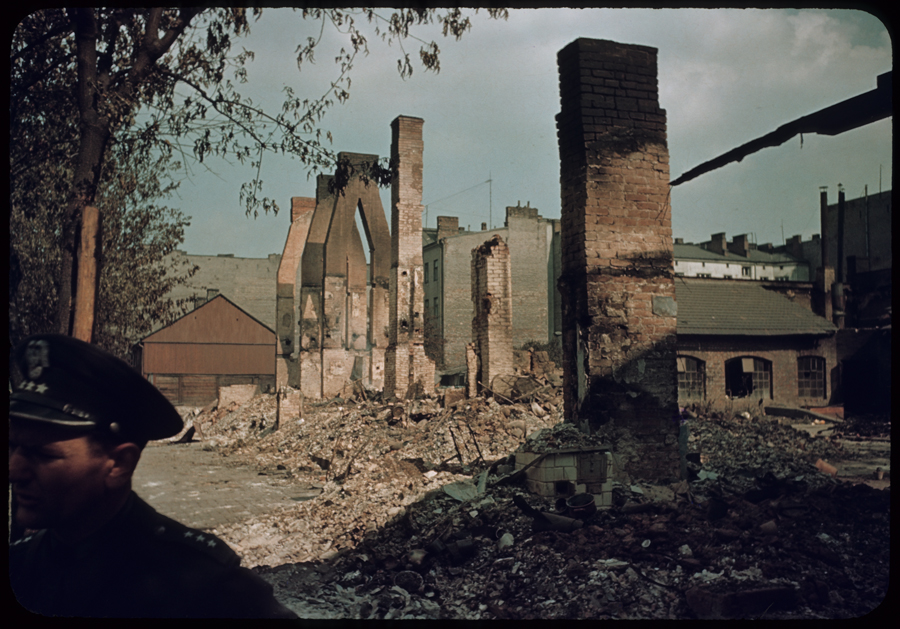
Varsovie après le bombardement allemand en septembre 1939.

## Siège de Varsovie (1939)
En 1939, la Luftwaffe ouvre l'attaque allemande contre la Pologne avec l'opération Wasserkante, une attaque aérienne sur Varsovie le 1er septembre. Cette attaque de quatre groupes de bombardiers est d'une efficacité limitée en raison de la couverture nuageuse basse et de la résistance polonaise acharnée des chasseurs PZL P.11 de la brigade de poursuite, qui parviennent à abattre 16 avions allemands pour la perte de 10 des leurs. Cependant, les lourdes pertes subies par les chasseurs polonais laisse à compter du 6 septembre la défense aérienne de Varsovie entre les mains des 24 canons AA de 40 mm, des 72 canons de 75 mm et des nombreuses mitrailleuses AA du commandement de la défense de Varsovie.
Alors que l'armée allemande approche de Varsovie le 8 septembre 1939, 140 Junkers Ju 87 attaquent les parties de la ville sur la rive Est de la Vistule tandis que d'autres bombardiers visent les positions de l'armée polonaise dans la banlieue Ouest. Le 13 septembre, les bombardiers de la Luftwaffe provoquent des incendies généralisés. Une résistance supplémentaire sera suivie par des largages de tracts de propagande.
Enfin, à partir de 08 h 00 le 25 septembre, les bombardiers de la Luftwaffe sous le commandement du major Wolfram Freiherr von Richthofen mènent le plus grand raid aérien jamais vu à cette époque, larguant 560 tonnes de bombes explosives et 72 tonnes de bombes incendiaires, en coordination avec des bombardements d'artillerie lourde par des unités de l'armée. Le centre de Varsovie est gravement endommagé. Environ 1 150 sorties sont effectuées par une grande variété d'avions, y compris des bombardiers Junkers Ju 52/3m obsolètes, qui largueront 13% des bombes incendiaires tombées sur la ville ce jour-là. Seuls deux bombardiers Ju 52 sont perdus lors de ces missions.
Bien que généralement décrite comme absolument décisive, l'attaque aérienne du Lundi noir est un succès mitigé. Alors que le bombardement a abaissé le moral polonais, il n'a pas causé la capitulation polonaise. La fumée des incendies et de grandes quantités de poussière masquaient les cibles et réduisaient considérablement la précision. En conséquence, les bombardiers de la Luftwaffe ont largué une quantité importante de leurs bombes sur des positions d'infanterie allemande dans la banlieue Nord-Ouest de la ville, entraînant des discussions acerbes entre la Luftwaffe et les commandants de l'armée.
Le 26 septembre, trois forts clés des défenses de la ville sont capturés et la garnison polonaise annonce sa reddition — le lendemain, les troupes allemandes font leurs entrées dans la ville. La presse internationale rapporte 20 000 à 40 000 civils tués, des chiffres restés dans les livres d'histoire 60 ans plus tard. Le nombre réel est probablement bien inférieur ; calculant avec le même taux de pertes que les bombardements les plus meurtriers de la Seconde Guerre mondiale en Allemagne, le nombre de morts s'élève à 6 000 à 7 000,,. 40 % des bâtiments de la ville ont été endommagés et 10 % des bâtiments détruits. Cependant, une partie des dégâts est le résultat de tirs d'artillerie au sol et pas uniquement de bombardements aériens, notamment d'intenses combats de rue entre l'infanterie et les unités blindées allemandes, l'infanterie et l'artillerie polonaises.
Le raid du 25 septembre avait pour but de briser le moral polonais et de forcer la capitulation. Selon les lois de la guerre en 1939, Varsovie est une cible militaire défendue et le raid de la Luftwaffe peut être interprété comme une opération militaire légitime.
Le siège de Varsovie représente 10% des bâtiments détruits à la fin de 1939.

## Insurrection de Varsovie (1944)
Le soulèvement de 1944 à Varsovie éclate avec la supériorité/soutien aérien de l'Allemagne. Malgré cela, la Luftwaffe mène de nombreuses frappes contre la résistance polonaise et des cibles civiles. L'infrastructure de Varsovie est également fortement endommagée par les raids aériens, alors que des combats désespérés de rue à rue se déroulent dans les zones détruites. Après 63 jours de combats urbains intenses, les efforts combinés de la Luftwaffe avec les bombardements d'artillerie et la destruction systémique représentent 85 à 90 % des bâtiments détruits en janvier 1945.

## Galerie

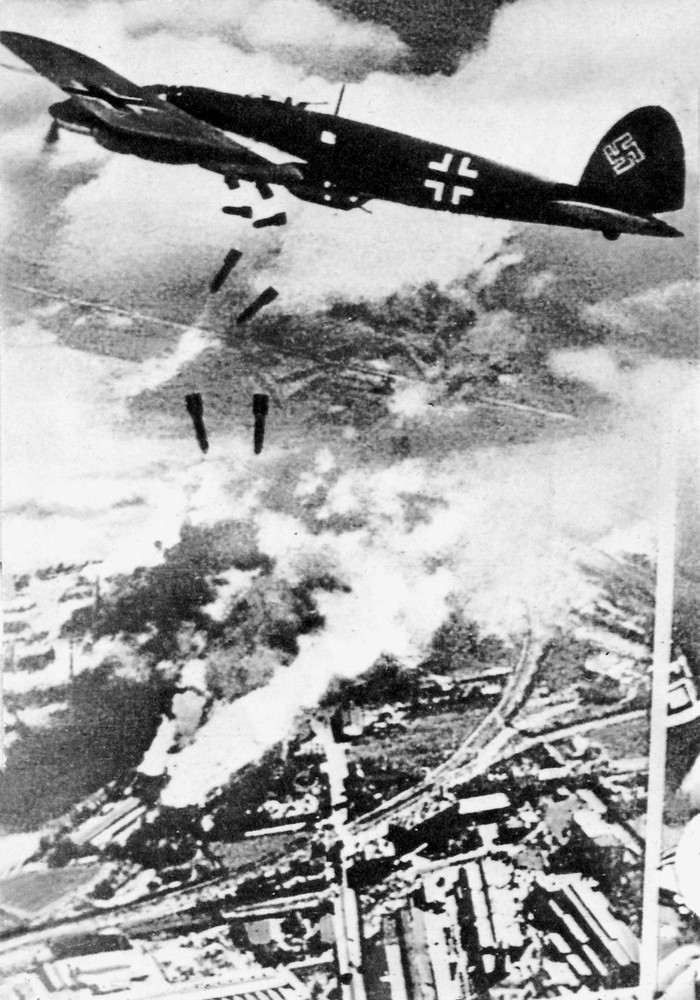
Avions allemands Heinkel He 111 bombardant Varsovie, septembre 1939.
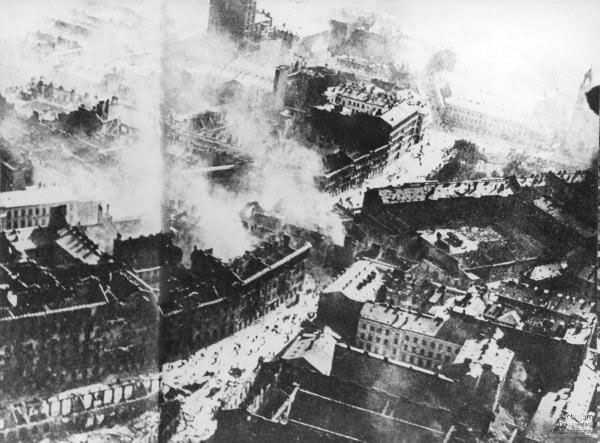
Varsovie en ruine après les bombardements de la Luftwaffe, septembre 1939.
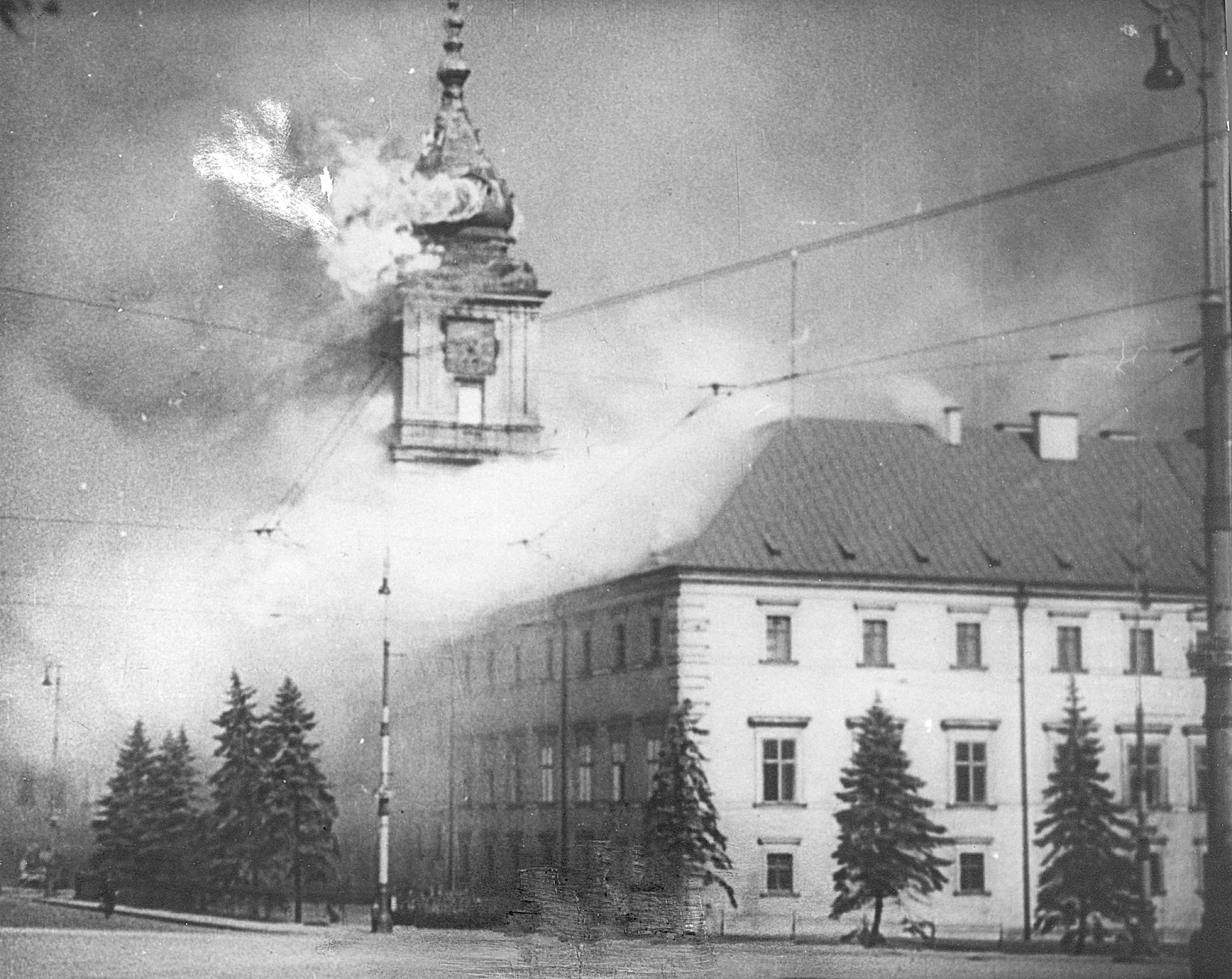
Le palais royal de Varsovie en flamme après le bombardement allemand de la ville, 7 septembre 1939
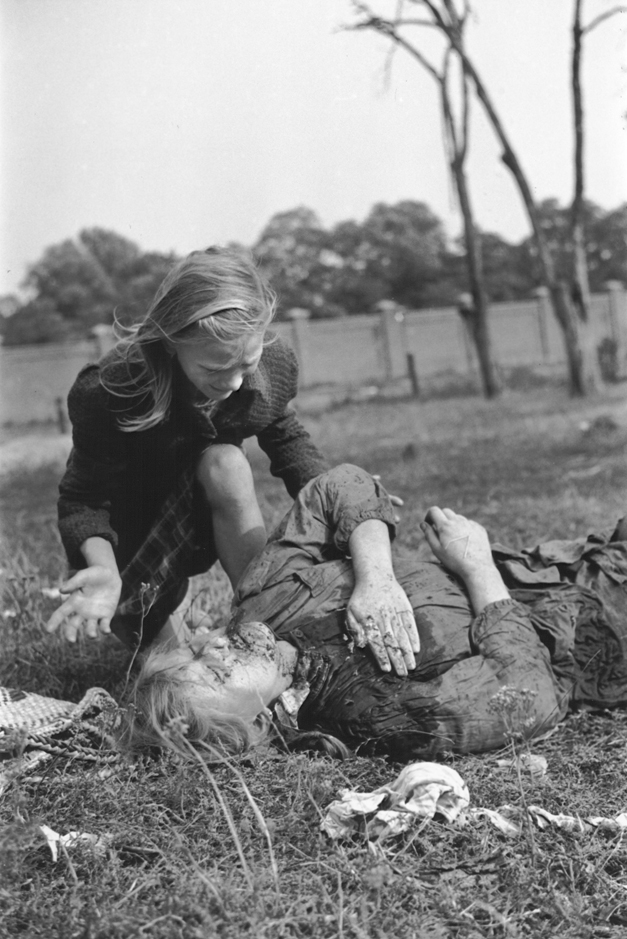
Le 13 septembre 1939, à Varsovie, une jeune Polonaise pleure sa sœur tuée par un raid aérien de la Luftwaffe. Photo de Julien Bryan.
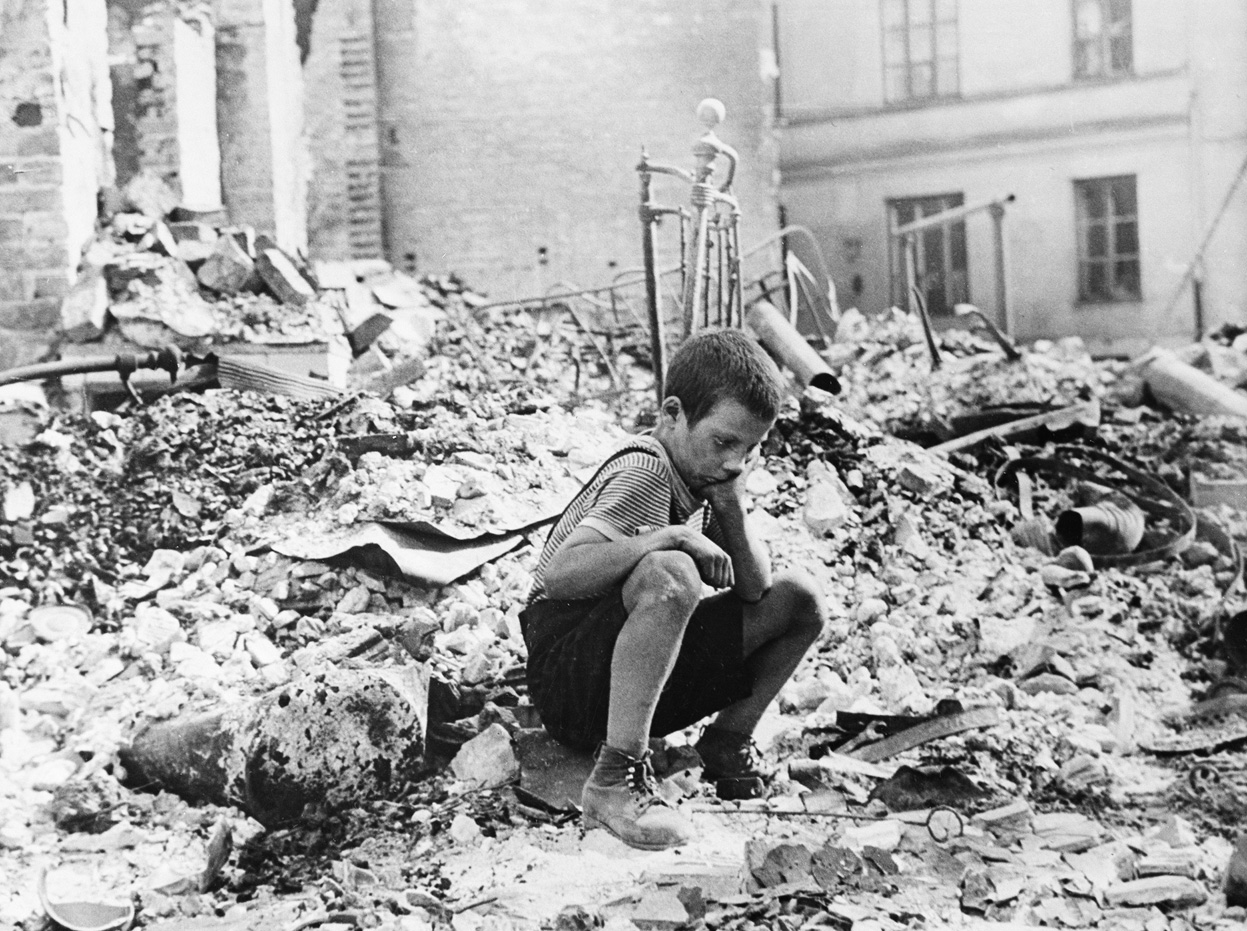
Victime du bombardement de Varsovie, 1939.
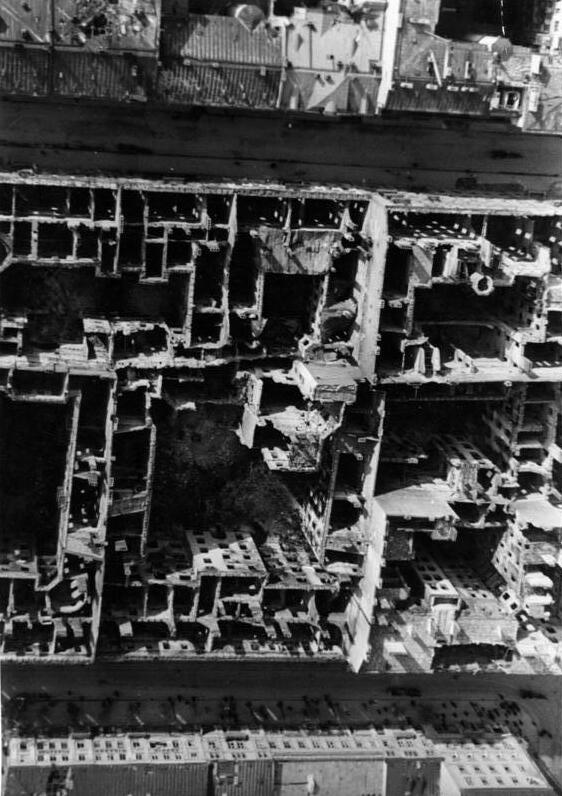
Quartiers de la ville en ruine après un bombardement allemand, septembre 1939.